# Rasteplads (fugle)
 For alternative betydninger, se Rasteplads (flertydig). (Se også artikler, som begynder med Rasteplads)
En rasteplads er et sted, hvor trækfugle gør ophold under fugletræk eller hvor fugle opholder sig uden for yngletiden. Man kan især skelne mellem rastepladser for andefugle og rastepladser for rovfugle.
Rastepladser for andefugle kendetegnes ved at være vådområder, som regel ved kyster, i fjorde, lavvandede havområder eller lagunesøer og som regel isfrie selv under kolde og lange vintre. Rastepladser kan som regel tilbyde forskellige fourageringsbetingelser, der hver for sig passer til bestemte fuglearters fourageringsmåder og fødevalg. Strømvåger, åbninger i ellers isdækkede vandområder fremkaldt af strøm, fremmer rastepladsernes betydning. Vadehavet udgør en rasteplads af international betydning. Også Ringkøbing Fjord, Nissum Fjord, Limfjorden og Horsens Fjord er danske områder af international betydning.
Rastepladser for rovfugle er ofte uopdyrkede områder, hvor rovfuglene (fx fjeldvåge, musvåge, blå kærhøg, tårnfalk) kan finde smågnavere, som de overvejende lever af.